# Ceratina allodapoides
Ceratina allodapoides är en biart som beskrevs av Embrik Strand 1912. Ceratina allodapoides ingår i släktet märgbin, och familjen långtungebin. Inga underarter finns listade i Catalogue of Life.